# Miliolites
Miliolites, en ocasiones erróneamente denominado Miliolithes, es un género de foraminífero bentónico considerado un sinónimo posterior de Miliola de la subfamilia Miliolinae, de la familia Miliolidae, de la superfamilia Milioloidea, del suborden Miliolina y del orden Miliolida. Su especie tipo era Miliolites saxorum. Su rango cronoestratigráfico abarcaba desde el Pérmico hasta el Mioceno.

## Clasificación
Miliolites incluía a las siguientes especies:
- Miliolites planulata †, considerado sinónimo posterior de Spiroloculina henbesti †
- Miliolites ringens †, aceptado como Pyrgo ringens †
- Miliolites sabulosus †
- Miliolites saxorum †
- Miliolites secalicus †
- Miliolites trigonula †
- Miliolites trigonula †, aceptado como Triloculina trigonula †